# Падерно Франчакорта
Падѐрно Франчако̀рта (на италиански: Paderno Franciacorta, на източноломбардски: Padèren, Падерен) е малко градче и община в Северна Италия, провинция Бреша, регион Ломбардия. Разположено е на 182 m надморска височина. Населението на общината е 3772 души (към 2011 г.).